# Semljicola barbiger
Espèce
Synonymes
- Erigone barbigera L. Koch, 1879
- Rhaebothorax assimilis Holm, 1945

Semljicola barbiger est une espèce d'araignées aranéomorphes de la famille des Linyphiidae.

## Distribution
Cette espèce se rencontre en Norvège, en Suède, en Finlande, en Russie et au Kazakhstan.

## Description
Le mâle mesure 1,5 mm et la femelle 1,8 mm.

## Publication originale
- L. Koch, 1879 : Arachniden aus Sibirien und Novaja Semlja, eingesammelt von der schwedischen Expedition im Jahre 1875. Kongliga Svenska Vetenskaps Academiens nya Handlingar, vol. 16, no 5, p. 1-136.